# Козлов, Александр Иванович (историк)
Александр Иванович Козлов (18 марта 1930 года, село Терса, Еланский район, Волгоградская область ― 18 января 2009 год, Ростов-на-Дону) ― советский и российский историк, доктор исторических наук (1978), профессор (1980), действительный член Академии военных наук. Заслуженный деятель науки Российской Федерации (1994).

## Биография
Родился Александр Иванович Козлов 18 марта 1930 года в селе Терса Еланского района Волгоградской области в крестьянской семье.
После Великой Отечественной войны окончил девять классов общеобразовательной школы. В 1948 году поступил в Харьковское военно-политическое училище пограничных войск МГБ СССР, которое окончил с отличием в 1958 году. В 1949 году ― член ВКП(б). После окончания Харьковского военно-политического училища Александру Ивановичу командование предложило остаться в нём работать, но он написал рапорт с просьбой отправить его на остров Сахалин, куда и прибыл 7 ноября 1951 года. Козлов А. И. служил на берегу Охотского моря, на заставе «Птичья» Новиковской пограничной комендатуры. Потом его переводят на комсомольскую работу в школу сержантского состава в Южно-Сахалинск. После расформирования школы А. И. Козлов ― секретарь партийной организации Углегорской пограничной комендатуры Холмского пограничного отряда. В 1955 году Александра Ивановича переводят в Новороссийский пограничный отряд.
В 1956 году, будучи в отпуске, поступает в Ростовский государственный университет на историко-филологического факультет. В 1960 году Александр Иванович увольняется по собственной инициативе из армии. Продолжает учиться в Ростовском государственном университете и в 1960 году начал журналистскую работу на Сочинской студии телевидения. А. И. Козлов зарекомендовал себя с самой лучшей стороны и был принят в Союз журналистов СССР. В 1962 году окончил Ростовский государственный университет и в том же году поступил аспирантуру. Александр Иванович защитил кандидатскую диссертацию «Борьба за власть Советов в Черноморской губернии (1917—1920 гг.)» в 1965 году.
Александр Иванович Козлов начал научно-педагогическую деятельность на кафедре истории КПСС Волгоградского политехнического института, работал ассистентом, старшим преподавателем, доцентом.
С 1969 года работал доцентом кафедры истории СССР советского периода Ростовского государственного университета и вскоре Александра Ивановича назначают заместителем декана исторического факультета по заочному отделению. С 1974 года работает старшим научным сотрудником.
В 1976 году ― декан исторического факультета Ростовского государственного университета, позже работает заведующим кафедрой истории СССР советского периода.
В 1978 году Александр Иванович защитил докторскую диссертацию «Социально-экономические, политические отношения и классовая борьба на Юго-Востоке Европейской России накануне Октября». В 1980 году А. И. Козлову присваивается звание профессора.
Александр Иванович Козлов в конце 1970-х становится одним из инициаторов формирования нового научного направления по исследованию казачества.
В 1996 году ― действительный член Академии военных наук.
С 1990 года для творческих исканий Александра Ивановича любимым местом был домик в станице Старочеркасской.
Под руководством А. И. Козлова защитили докторские и кандидатские диссертации свыше сорока человек.
Александр Иванович Козлов ― автор более 300 научных работ, в том числе фундаментальная монография о социально-экономических отношениях на Дону и Северном Кавказе на рубеже XIX―XX веков, монографические работы о М. А. Шолохове, А. И. Деникине, Харлампии Ермакове, И. В. Сталине.
В своей книге «Каменистыми тропами» Александр Иванович подвёл итог своей научно-исследовательской и учебно-методической работы.
Умер Козлов А. И. 18 января 2009 года.